# Robin Christen

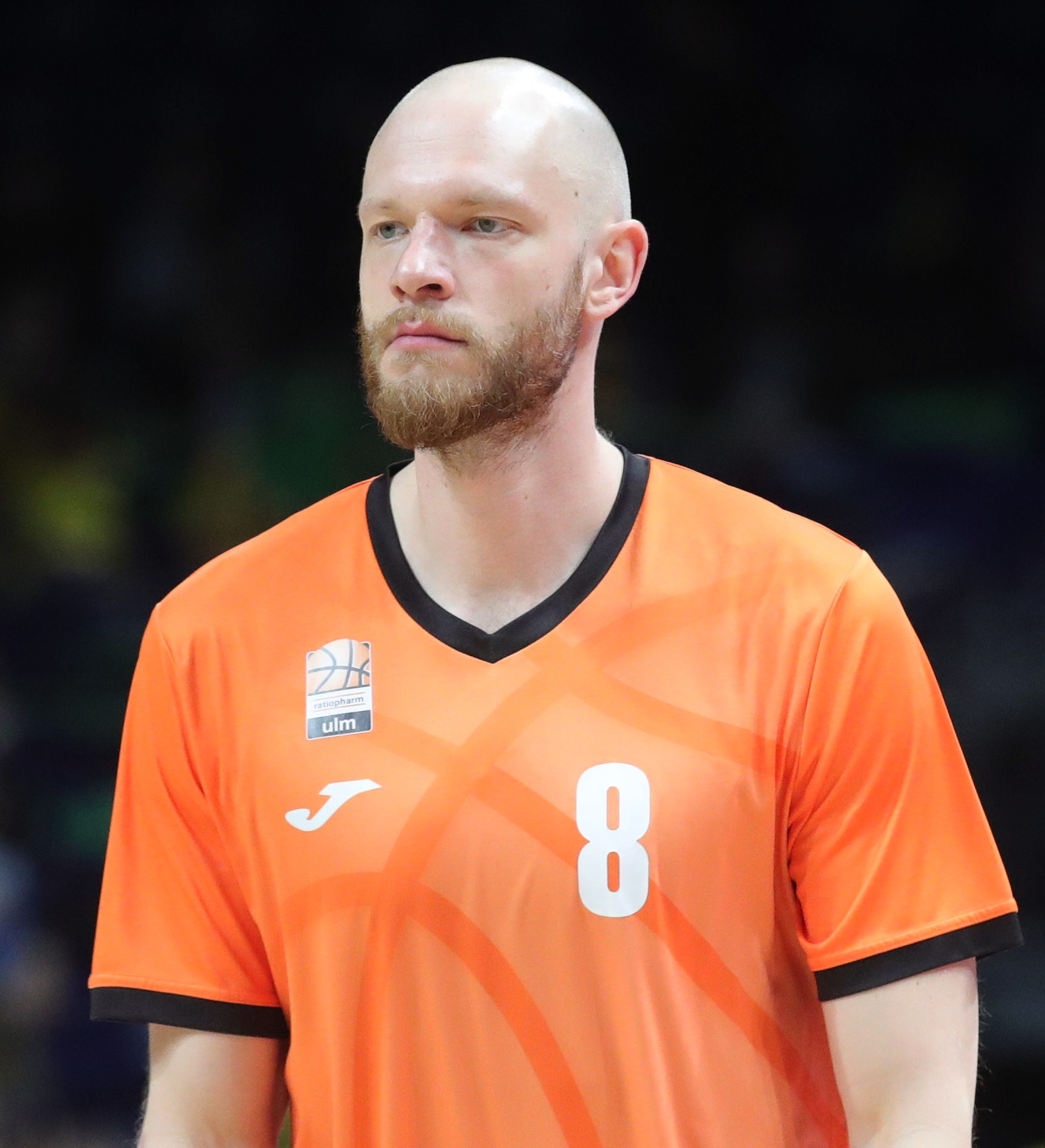
Robin Christen (2023)

Robin Manuel Christen (* 19. April 1991 in Berlin) ist ein deutscher Basketballspieler. Der zwei Meter messende Flügelspieler steht bei Science City Jena unter Vertrag.

## Laufbahn
Christen kam in Berlin zur Welt und wuchs im mittelhessischen Gießen auf. Er spielte im Jugendbereich des TV 1860 Lich sowie in der Mannschaft des Basketball-Jugendleistungszentrum Mittelhessen in Gießen. Ab der Saison 2009/10 stand Christen im Aufgebot der Licher BasketBären in der 2. Bundesliga ProB und stand dank einer „Doppellizenz“ im erweiterten Kader des Bundesligisten Gießen 46ers, ohne jedoch in der obersten deutschen Spielklasse eingesetzt zu werden.
Von 2012 bis 2015 trug er das Hemd des ETB Essen in der 2. Bundesliga ProA. In seinem letzten Jahr in Essen, der Saison 2015/16, hatte er lange aufgrund einer Schambeinverletzung aussetzen müssen.
Christen wechselte innerhalb der 2. Bundesliga ProA zu den White Wings Hanau, die er bis zum Ende der Spielzeit 2015/16 verstärkte. Nach einer starken Saison in Hanau mit Mittelwerten von 12,8 Punkten sowie 4,2 Rebounds je Begegnung wurde er während der Sommerpause 2016 von den RheinStars Köln unter Vertrag genommen. Auch bei den Rheinländern war Christen Stammspieler und nahm zur Saison 2017/18 ein Angebot des SC Rasta Vechta an.
In Vechta trug der Flügelspieler in erheblichem Maße zum Gewinn des Meistertitels in der 2. Bundesliga ProA bei, der im Mai 2018 zugleich die Rückkehr der Niedersachsen in die Basketball-Bundesliga bedeutete. Christen war im Verlauf der Meistersaison in 39 Pflichtspielen eingesetzt worden und verbuchte im Durchschnitt 10,5 Punkte sowie 2,5 Rebounds je Partie. Mit 62 getroffenen Dreipunktwürfen war er darüber hinaus der beste Schütze der Meistermannschaft aus der Ferndistanz. Mit Vechta sorgte er nach dem Aufstieg in der Bundesliga für Aufsehen, als man die Hauptrunde als Tabellenvierter beendete und dann bis ins Halbfinale vorstieß. Christen wurde im Verlauf der Saison 2018/19 in 39 Begegnungen eingesetzt und erzielte im Schnitt 4,7 Punkte pro Spiel. Die Saison 2019/20 verpasste er wegen einer Knieverletzung. Im Spieljahr 2020/21 stand er für Vechta in 34 Bundesliga-Begegnungen auf dem Feld (7,7 Punkte/Spiel), stieg mit den Niedersachsen jedoch ab. Christen blieb in der Bundesliga, im Juni 2021 unterschrieb er einen Zweijahresvertrag bei den Hamburg Towers. Im Februar 2022 wurde er in die deutsche A-Nationalmannschaft berufen und gab im selben Monat seinen Länderspieleinstand in der Weltmeisterschaftsqualifikation gegen Israel. In der Sommerpause 2022 verließ er Hamburg wieder und ging zum Bundesliga-Konkurrenten Ratiopharm Ulm. Mit der Ulmer Mannschaft wurde Christen 2023 deutscher Meister. Er stand während des Spieljahres 2022/23 in 41 seiner 44 Bundesliga-Einsätze in der Anfangsaufstellung, Christen erzielte im Schnitt 6,7 Punkte je Begegnung.
2024 wechselte er zum Zweitligisten Science City Jena. Ende Mai 2025 wurde er mit der Mannschaft Zweitligavizemeister.